# Густина частинок
Густина частинок або концентрація частинок — кількість частинок в одиничному об'ємі. Позначається зазвичай малою латинською літерою n, вимірюється в одиницях обернених до одиниць об'єму.
{\displaystyle n={\frac {N}{V}}},
де N - загальне число частинок, V - об'єм, який вони займають. 
На відміну від густини густина частинок не враховує їхню масу.
Використання термінів густина частинок і концентрація частинок у фізичній літературі часто залежить від уподобань користувача. Загалом термін концентрація сприймається, як вміст певної речовини в суміші, наприклад, концентрація розчину. Водночас, термін концентрація пилу сприймається саме в значенні кількості частинок пилу в одиниці об'єму.